# Henri Berthelot
Pour les articles homonymes, voir Berthelot.
Henri Mathias Berthelot, né le 7 décembre 1861 à Feurs (Loire) et mort le 28 janvier 1931 à Paris, est un général français, grand-croix de la Légion d'honneur et médaillé militaire, ayant servi pendant la Première Guerre mondiale.

## Biographie

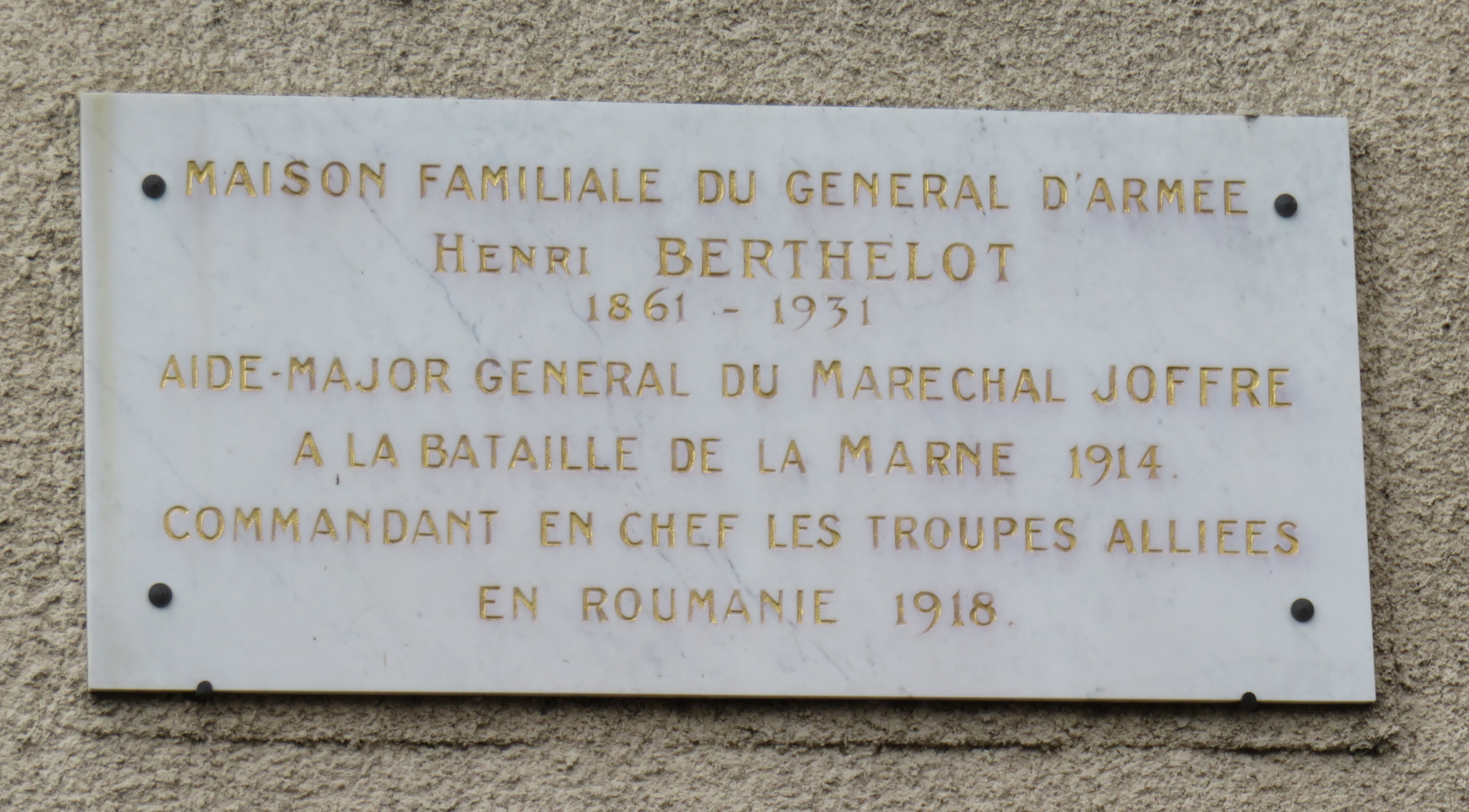
Plaque de la maison familiale du général à Nervieux.

Fils d'un capitaine de gendarmerie, c'est en 1861 que naît Henri Mathias Berthelot à Feurs. Élève brillant, il étudie au lycée impérial de Lyon et est bachelier en 1879. Il réussit le concours de l'École spéciale militaire de Saint-Cyr en 1881. Il en sort classé 4e sur 342 dans la promotion Égypte. Il achève sa formation en Algérie en tant que sous-lieutenant au 1er régiment de zouaves de Koléas. Son supérieur le décrit comme un « officier d'avenir ». Il reste en Algérie jusqu'à la mi-janvier 1885. Il part ensuite pour l'Indochine, il y fait son baptême du feu pendant la guerre franco-chinoise de 1884-1885. Il est promu lieutenant en 1886. Le général Charles Warnet, le chef du corps du Tonkin, lui trouve une grande habileté dans ses travaux. En juillet 1887, il est fait chevalier de l'ordre du Dragon d'Annam. Quelques jours plus tard, à la suite d'une fièvre, il est rapatrié en France.
Une fois en France, il rejoint le 96e régiment d'infanterie à Gap. Un an plus tard, il est reçu à l'École de guerre. En 1891, il reçoit son brevet d'état major et est promu capitaine. À la suite du stage obligatoire à l'état-major, il part en Autriche pour améliorer son allemand. Il passe ensuite les douze années suivantes de sa carrière sous la protection du général Joseph Brugère. Ce « ferme républicain » devient son officier d'ordonnance dans le 132e régiment d'infanterie à Reims puis au 8e corps d'armée à Bourges. Après avoir intégré le 2e corps d'armée à Amiens, il est réaffecté au 132e régiment d'infanterie à Reims en décembre 1897. Par la suite, il est muté au 115e régiment d'infanterie en juillet 1899.
Peu de temps après, il rejoint Brugère, alors gouverneur militaire de Paris. À ce poste, il supervise l'organisation du pavillon de l'armée pendant l'Exposition universelle de 1900. Il continue à travailler auprès de Brugère quand celui-ci est nommé vice-président du Conseil supérieur de la guerre. En novembre 1900, il est nommé chef de bataillon et accompagne en 1901 en tant qu'officier d'ordonnance de Brugère, le tsar Nicolas II à Reims. En 1902, il reçoit la croix de chevalier de la Légion d'honneur.

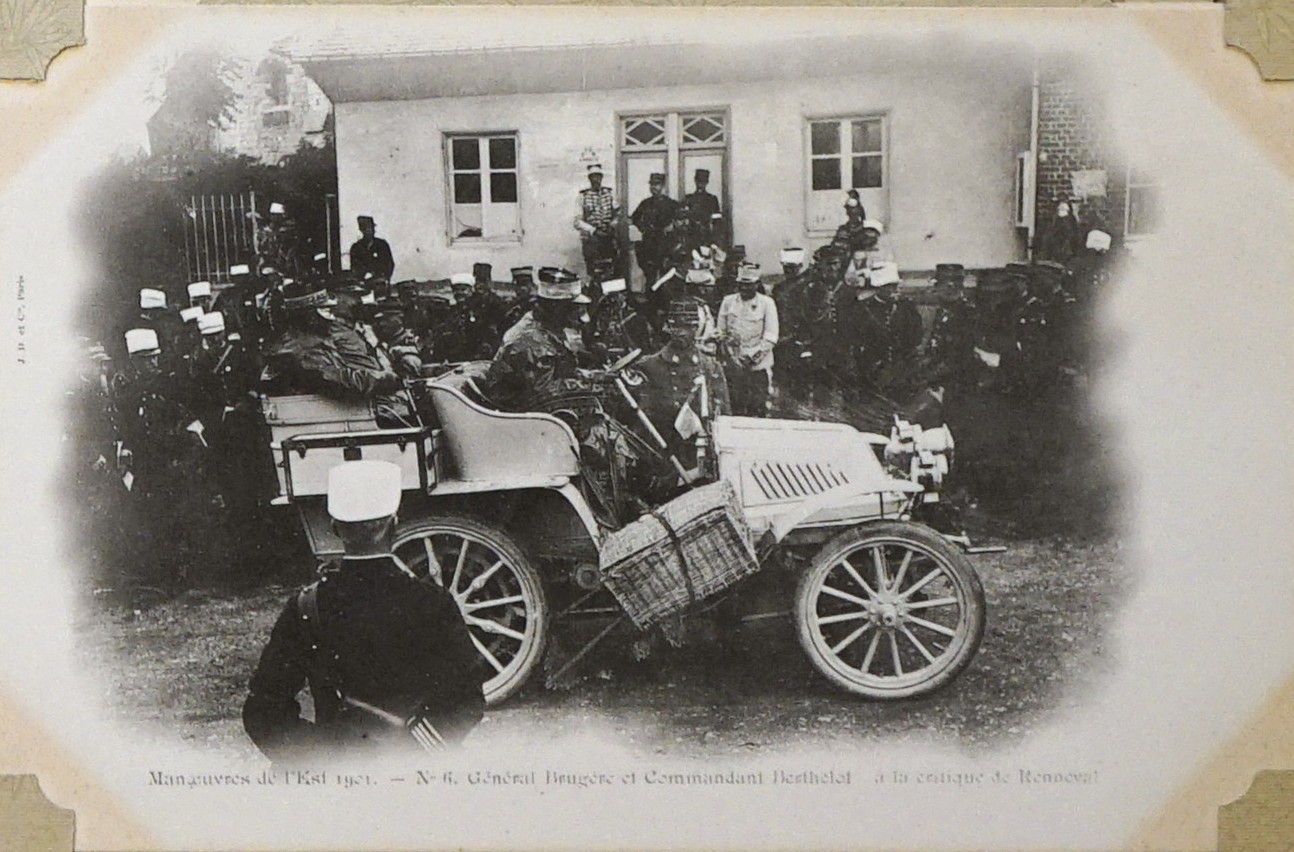
Berthelot et le général Brugères lors des Grandes manœuvres de l'Est de 1901 avec Nicolas II.

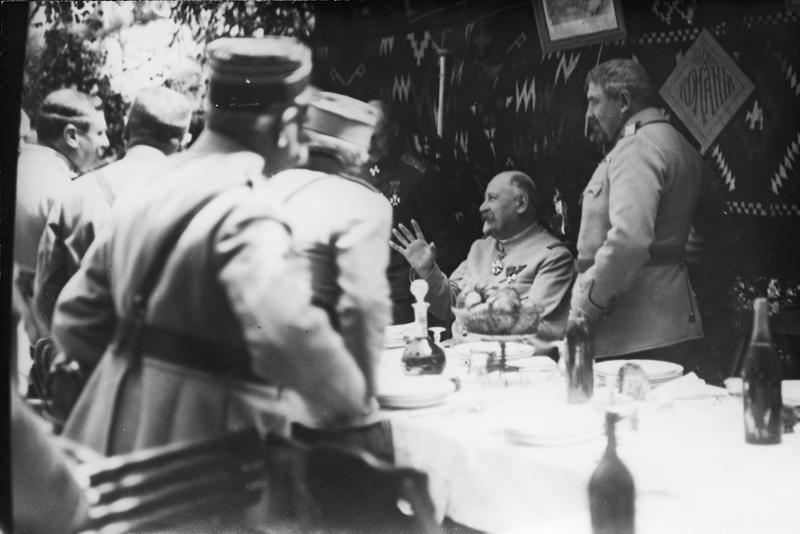
Henri Berthelot assure le maintien des liens entre les Alliés et la Roumanie (photographie prise en Roumanie le 6 juin 1917 guerre mondiale).

En 1903, il quitte le service de Brugère et devient commandant du 20e bataillon de chasseurs à pied de Baccarat. En janvier 1906, Brugère lui demande de revenir à lui comme officier et en décembre de la même année il est nommé au 2e bureau de la direction de l'infanterie. En mars de l'année suivante, il devient lieutenant-colonel et en octobre secrétaire du comité technique d'état-major. Promu colonel en 1910, c'est en 1911 qu'il commande le 94e régiment d'infanterie. Pendant deux ans et demi, il passe son temps entre son régiment et Paris, où il travaille avec le général Joffre, chef d'état major des armées. Il intègre la commission de révision du service des armées. En août 1913, il accompagne Joffre en Russie. Il est fait général de brigade en décembre 1913. Il entre à l'état-major général en janvier 1914.
Il devient le maître d'œuvre du plan XVII, le plan de mobilisation et de concentration de l'armée française en cas d'entrée en guerre. En 1914, il est premier aide-major général du général Joffre chargé des opérations. Berthelot est responsable des trois premiers mois d'opérations au début de la Grande Guerre, avant d'être remercié par Joffre.
Dans le sens où il a contribué à mettre en œuvre sur le théâtre des opérations les principes de l'offensive à outrance, et a refusé de prévoir l'invasion de la France à travers la Belgique en 1914 en dépit des indices avant-guerre puis des évidences dès juillet 1914 (appel des réservistes en Allemagne) et début août (4 août, invasion de la Belgique), Berthelot a été qualifié dans les médias de « mauvais génie » de Joffre. Selon la biographie du général Lanrezac écrite par Fernand Engerand en 1926, ce n'est que le 14 août 1914 que le Grand Quartier Général a réalisé son erreur, soit trop tard pour venir en aide aux Belges et pour arrêter les Allemands.
Le 21 novembre 1914, Berthelot reçoit son avis de mutation à la tête du 5e groupe de divisions de réserve : c'est une disgrâce. En janvier 1915, il mène une offensive à Crouy, près de Soissons. Après de durs combats, c'est un échec, il est contraint de se replier en arrière par rapport aux positions de départ. C'est une nouvelle disgrâce.
Du 3 août 1915 au 19 septembre 1916, il commande le 32e corps d'armée ou « groupement Berthelot ». Il est à Verdun, dès mars 1916, où il doit défendre puis reprendre le Mort-Homme et la cote 304. Son optimisme et son souci des conditions matérielles des soldats lui permettent de prendre l'ascendant sur ses troupes et de tenir avant d'obtenir des succès sur le terrain. Le 32e CA quitte Verdun en juin.
Le 14 octobre 1916, il est placé à la tête de la mission militaire française en Roumanie, dite mission Berthelot et forte de près de 2 000 officiers et sous-officiers. Il réorganise l'armée roumaine, lourdement défaite par l'Allemagne et résistant à grand-peine en Moldavie entre janvier et juin 1917. La révolution russe retirant ce pays du conflit, la Roumanie doit finalement signer l'armistice de Focșani le 9 décembre 1917.

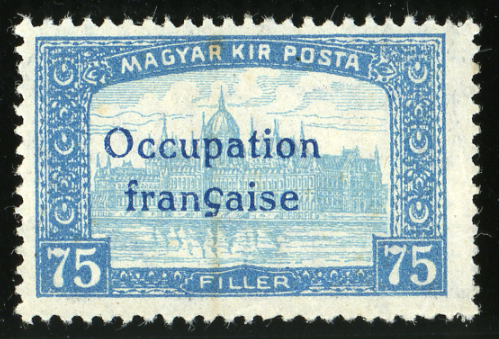
Timbre hongrois surchargé Occupation française en 1919.

Après son retour en France, le général Foch lui confie le commandement de la 5e armée du 5 juillet au 7 octobre 1918. Il perce le front à deux reprises d'abord courant septembre 1918 près de Reims à la poursuite des Allemands (repli vers la ligne Hindenburg) et ensuite le 30 septembre quand il franchit la Vesle près de Jonchery. Le 7 octobre, au moment où les Empires centraux s'effondrent et où les troupes allemandes se retirent de Roumanie qui reprend les armes le 10 novembre, Berthelot est envoyé en mission dans ce pays, moins pour une nouvelle offensive alliée que pour contenir la pression révolutionnaire en Bessarabie et en Hongrie où, avec des contingents roumains et français, il crée le 20 octobre 1918 l'armée du Danube, avec laquelle il contribue à empêcher la République soviétique d'Odessa d'entrer en Moldavie (1918) et à défaire les Hongrois bolchéviks lors de la guerre hungaro-roumaine de 1919.
De 1919 à 1922, il est gouverneur militaire de Metz.
De 1920 à 1926, il est membre du Conseil supérieur de la guerre. À ce titre, il participe à la décision de construction de la ligne Maginot.
De 1923 à 1926, il est gouverneur militaire de Strasbourg.
Il meurt à Paris en janvier 1931, à 69 ans. Il est enterré à Nervieux dans le Forez, sa région natale.

## Carrière militaire
Arme : infanterie
- 1883 : sous-lieutenant.
- 1886 : lieutenant.
- 1891 : capitaine.
- 1900 : chef de bataillon.
- 1907 : lieutenant-colonel.
- 1910 : colonel.
- 1913 : général de brigade.
- 1914 : général de division, à titre temporaire.
- 1915 : général de division, de manière définitive.
- 1915 : général de division ayant rang et appellation de général de corps d'armée.
- 1918 : général de division ayant rang et appellation de général d'armée.
- 1923 : général de division, exceptionnellement maintenu en activité après avoir atteint l'âge de la retraite.
- 1926 : mis à la retraite.

## Souvenir du général en Roumanie
En 1923,, en signe de reconnaissance de la contribution de l'armée française à la libération de la Roumanie, il reçoit du roi Ferdinand Ier et de la reine Marie de Roumanie une propriété confisquée à la famille Nopcsa, aristocrates austro-hongrois, située dans le village transylvain de Fărcădin, ainsi qu'une palme de reconnaissance conservée dans l'église du village. L'acte de cession inclut un manoir ainsi que 70 hectares de terrain agricole, un verger et de la forêt, dont les revenus annuels sont destinés, selon le désir du Général, à l'Académie militaire roumaine, pour financer des bourses d'études destinées à de jeunes étudiants roumains de l'École militaire de Bucarest pour se perfectionner à l'Académie militaire de Nancy.
Du vivant même de celui-ci, le conseil communal rebaptise la commune du nom de General Berthelot. En 1965, pendant la dictature communiste roumaine, son nom est changé en Unirea (« L'union ») et la villa du général est transformée en entrepôt agricole et pillée. Après la chute du président communiste Ceaușescu, un référendum local approuve en 2001 le retour à l'appellation « General Berthelot ».
De nombreux établissements scolaires ou voies publiques (rues, boulevards…) portent le nom de Berthelot en Roumanie. À l'occasion de la Fête nationale roumaine, chaque 1er décembre, le Consulat général de Roumanie à Strasbourg dépose une couronne de fleurs devant le buste du général Berthelot situé rue de Boston, en face du parc de la Citadelle. Henri Berthelot était membre d'honneur de l'Académie roumaine.

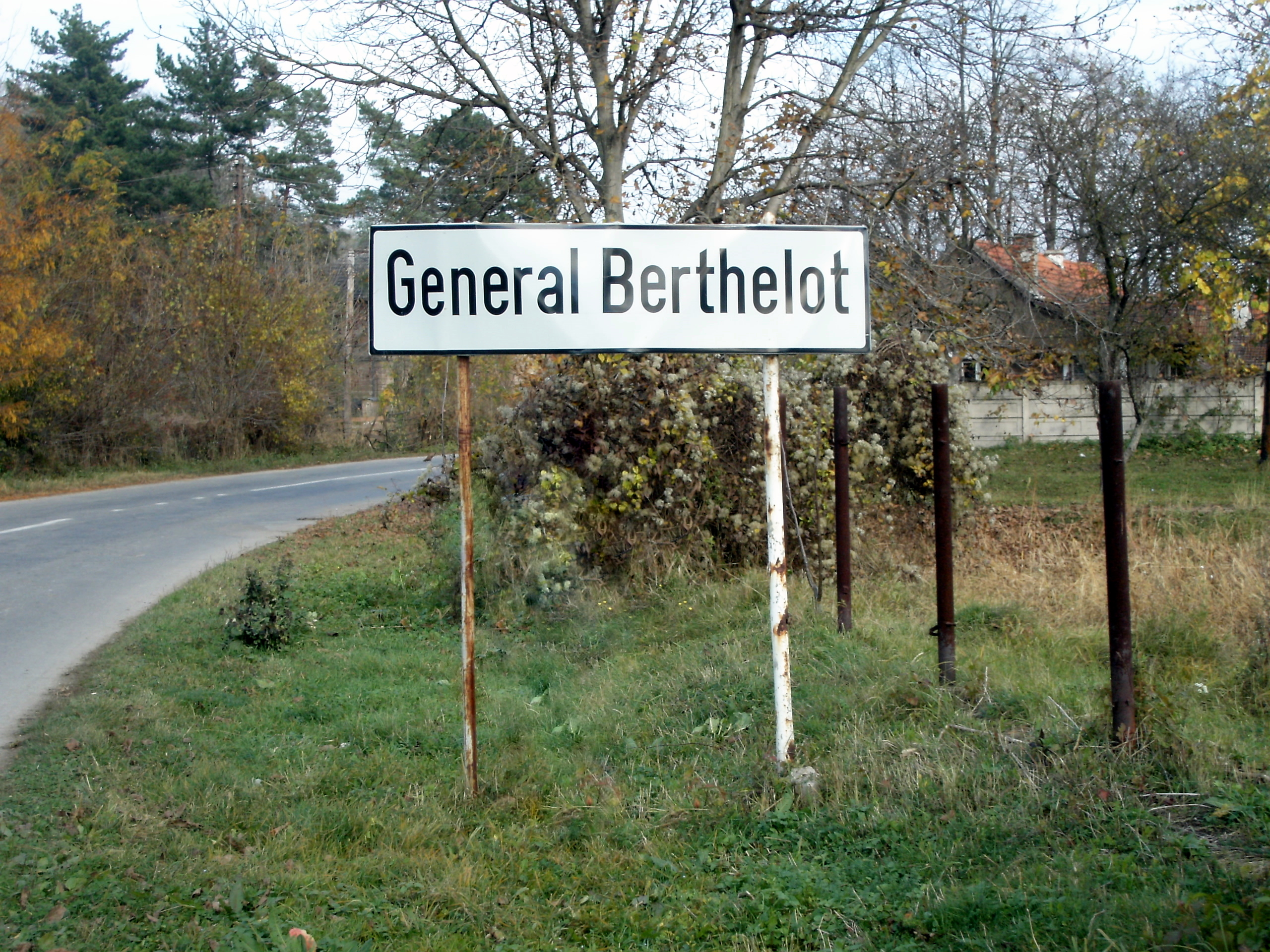
L'entrée du village General Berthelot en Roumanie.
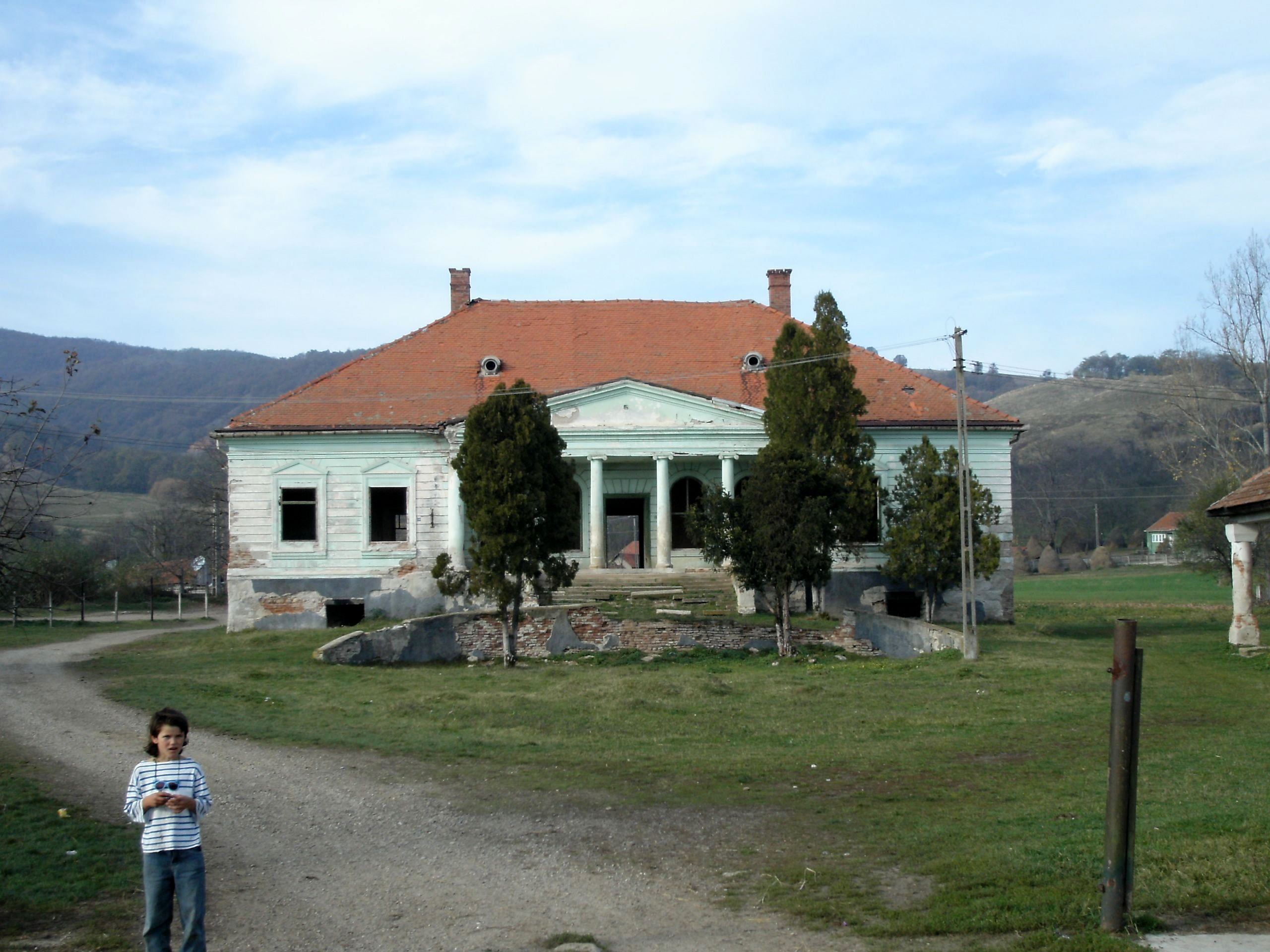
Villa du général à l'état d'abandon dans le village qui porte son nom (2004).
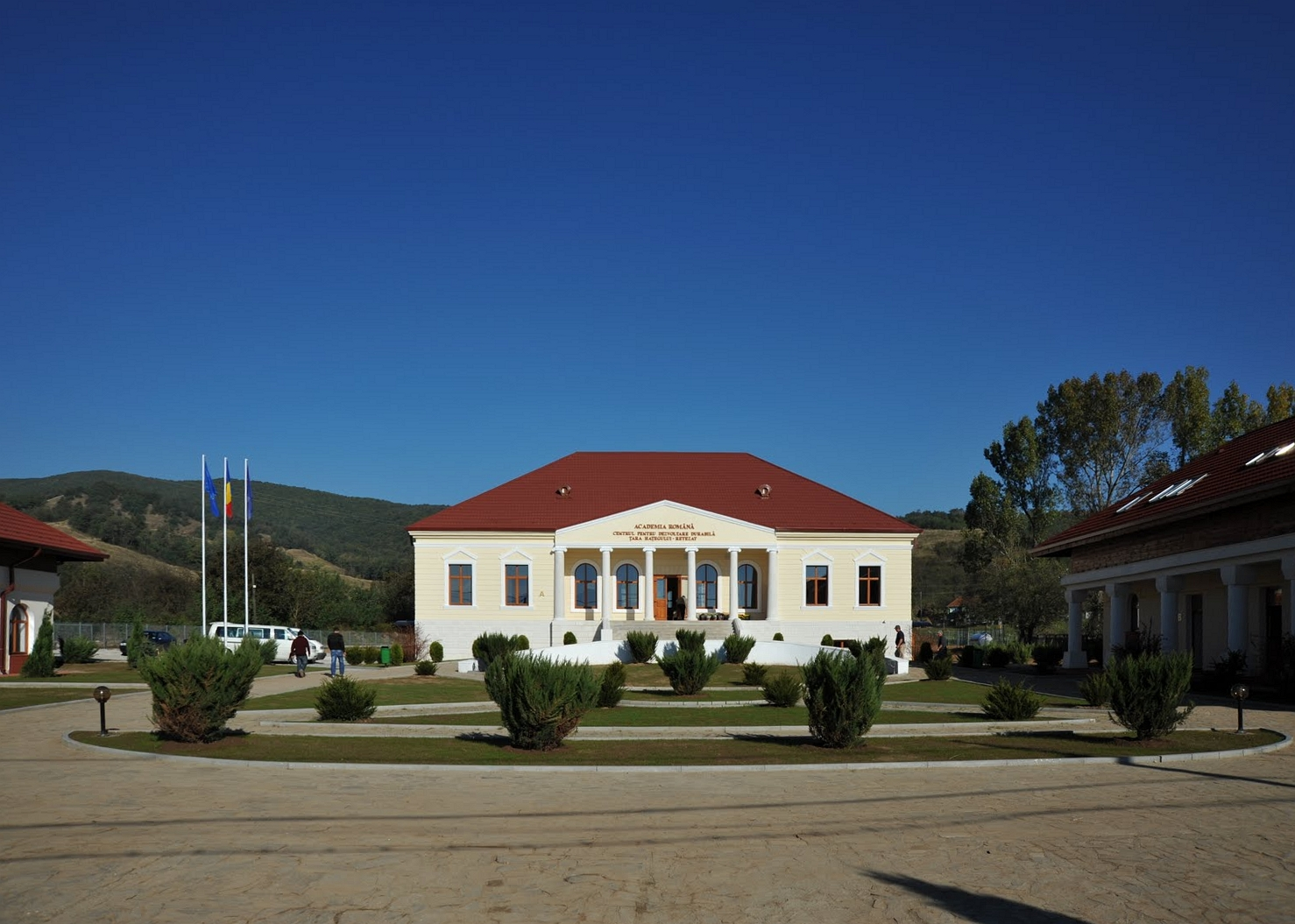
Villa du général Berthelot restaurée (2010).
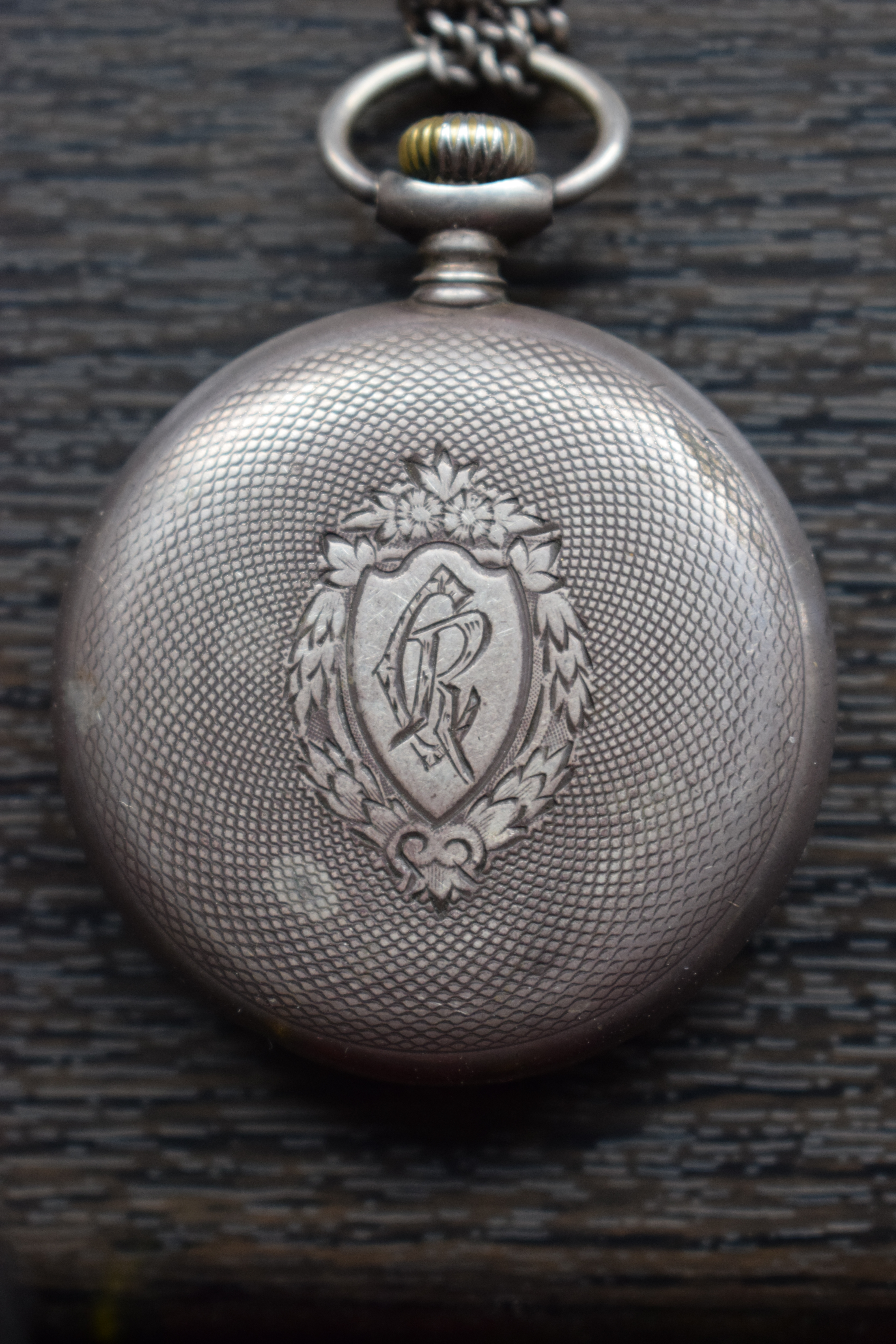
La montre de poche Omega en argent présentée par le Général Berthelot au Père Constantin I. Roșescu, un prêtre orthodoxe roumain et enseignant de Iași, qui devint son ami durant la campagne de la Première Guerre mondiale en Roumanie. La plaque arrière est gravée de "CR", les initiales de Roșescu. Père Roșescu a servi comme confesseur militaire pendant la Première Guerre mondiale, participant aux batailles.

## Distinctions

### Décorations françaises
- Médaille militaire (1926)[1]
- Grand-croix de la Légion d'honneur (1922)[1]
  - Chevalier de la Légion d'honneur (1902)[1]
  - Officier de la Légion d'honneur (1914)[1]
  - Commandeur de la Légion d'honneur (1916)[1]
  - Grand officier de la Légion d'honneur (1917)[1]
- Croix de guerre 1914-1918 avec trois palmes
- Médaille commémorative de l'expédition du Tonkin (1886)[1]
- Chevalier de l'ordre du Dragon d'Annam (1887)[1]
- Médaille interalliée de la Victoire
- Médaille commémorative de la guerre 1914-1918
- Officier de l'ordre des Palmes académiques
- Commandeur de l'ordre du Mérite agricole

### Décorations étrangères
- Grand-croix de l'ordre du Ouissam alaouite (Maroc)
- Chevalier commandeur de l'ordre de Saint-Michel et Saint-Georges (Royaume-Uni)
- Grand-croix de l'ordre de l'Aigle blanc (Serbie)
- Army Distinguished Service Medal (États-Unis)
- Grand-croix de l'ordre du Soleil levant (Japon)
- Commandeur de l'ordre du Mérite militaire (Espagne)
- Grand Officier de l'ordre des Saints-Maurice-et-Lazare (Italie)
- Grand-croix de l'ordre de l'Étoile de Roumanie (Roumanie)
- 1re classe de l'ordre de Michel le Brave (Roumanie)
- Grand-croix de l'ordre de Saint-Stanislas (Russie)
- Commandeur de l'ordre de Sainte-Anne (Russie)
- Chevalier de l'ordre impérial et militaire de Saint-Georges (Russie)
- Officier de l'ordre de la Couronne (Roumanie)
- Grand-croix de l'ordre de Ferdinand Ier de Roumanie (Roumanie)

## Hommages
- La Poste française a émis deux timbres à son effigie le 29 novembre 2018[8],[9].